# Eustáquio van Lieshout
Eustáquio (al secolo Humberto) van Lieshout (Aarle-Rixtel, 3 novembre 1890 – Belo Horizonte, 30 agosto 1943) è stato un presbitero olandese, missionario picpusiano in Brasile. È stato beatificato il 15 giugno 2006 da papa Benedetto XVI.